# Valère Paulissen
Valère Paulissen (* 26. Dezember 1936 in Nieuwerkerken) ist ein ehemaliger belgischer Radrennfahrer.

## Sportliche Laufbahn
Paulissen wurde 1958 als Amateur hinter Gustav-Adolf Schur Vize-Weltmeister im Rennen der UCI-Straßen-Weltmeisterschaften.
1956 wurde er Dritter der Tour de la Province de Namur, wobei er eine Etappe gewann. 1957 siegte er auf einem Tagesabschnitt der Belgien-Rundfahrt für Amateure, 1958 gelang ihm dies in der Limburg-Rundfahrt, die er als Zweiter beendete.
1959 trat er zu den Unabhängigen über und gewann in dieser Klasse die Limburg-Rundfahrt. Er bestritt die Internationale Friedensfahrt und wurde als 23. der Gesamtwertung klassiert.
1960 wurde er Berufsfahrer im Radsportteam Peugeot und blieb bis 1963 aktiv. Als Profi konnte er keine Erfolge erzielen.